# عبد الله بن أبي جمرة
ابن أَبي جَمْرة هو عبد الله بن سعد بن سعيد بن أبي جمرة الأزدي الأندلسي، أبو محمد: من العلماء بالحديث، مالكي. أصله من الأندلس ووفاته بمصر. من كتبه «جمع النهاية - ط» اختصر به صحيح البخاري، ويعرف بمختصر ابن أَبي جَمْرة، و «بهجة النفوس - ط» في شرح جمع النهاية، و «المرائي الحسان - ط» في الحديث والرؤيا.

## نبذه عنه
ولد في بلاد الأندلس ونشأ نشأة دينية وقد تربى على فهم علوم الشريعة والحقيقة. حفظ القرآن الكريم وتعلم علومه.
وتعلم علم الحديث وعلم السنة حتى اشتهر بهما لما كان الحديث وحفظه من أقرب الوسائل إلى الله عز وجل بمقتضى الآثار في ذلك منها قوله ﷺ:«من أدى إلى أمتي حديثًا واحدًا يقيم به سنة أو يرد به بدعة فله الجنة» 
ومنها قوله ﷺ:«من حفظ على أمتي حديثًا واحدًا كان له أجر سبعين نبيا صديقا».

## كتبه وتصنيفاته
- مختصر الجامع الصحيح للبخاري، ويعرف بمختصر ابن أبى جمرة أو جمع النهاية في بدء الخير والغاية، وفيه اختصر ابن أبي جمرة «صحيح البخاري» فانتقى منه 297 حديثًا من أبوابها.
- بهجة النفوس وتحليها بما لها وما عليها، وفيه شرح الجامع الصحيح للبخاري.

و بين فيه ما يستفاد من كل حديث من:
أحكام فقهية، وآداب شرعية مقسمًا كلامه في الحديث إلى وجوه مكثرًا منها. وبعد بيان أحكام الشريعة يتكلم على الحقيقة بمعنى ما يؤخذ من الأحاديث في تهذيب النفس.
- «المرائي الحسان» وجمع فيه الرؤى التي رآها عند شرحه لأحاديث البخاري، وهي سبعون رؤية.

ومن تلاميذ عبد الله بن أبى جمرة الشيخ الإمام محمد بن محمد المغربي المالكي المعروف بابن الحاج صاحب كتاب المدخل في البدع.
عُني بالرأي، وكان بصيرًا بمذهب مالك، عاكفًا على نشره. كان فصيحًا، حسن البيان، عدلاً، جزلاً، عريقًا في النباهة والوجاهة.
قال عنه القطب الغوث تاج الدين بن عطاء الله السكندرى:
أنه رأى سيد المرسلين في المنام يقول له أما رزت سلطان المشرق والمغرب.
فقال له يا سيدى ومن سلطان المشرق والمغرب 
فقال له عبد الله بن ابى جمرة ما وقع نظره على أحد إلا وجبر.. 
وقد أوصى ابن عطاء الله السكندري ان يدفن بجواره.
وقال عنه سيدى الامام الشعرانى في الطبقات الكبرى:
أنه أمام القدرة الريانى وكان ذا تمسك بآثار النبي ﷺ وحاله وجمعه على السيادة وشهرة كبيرة بالإخلاص والاستعداد للموت والفرار من الناس وانجماع عنهم إلا في الجمع.
وابتلى بإنكار عليه حين قال "أنه يرى رسول الله ﷺ يقظة ويشافهه".
وقام عليه بعض الناس فانقطع في بيته إلى أن مات.
وقال عنه الإمام ابن كثير في كتاب البداية والنهاية:
أن الشيخ عبد الله بن أبي جمرة كان قوالا بالحق آمرا بالمعروف ناهيا عن المنكر.
وقال عنه الشيخ عمر رضا الكحالة:
أن الشيخ عبد الله بن أبي جمرة كان مؤرخا ومفسرا للقرآن ومحدثا 
وكانت وفاته بمصر سنة 699 هجرية الموافقة 1296 م..